# Saint-Carné
Blason de Saint-Carné (Côtes-d'Armor).png
Saint-Carné è un comune francese di 958 abitanti situato nel dipartimento delle Côtes-d'Armor nella regione della Bretagna.

## Società

### Evoluzione demografica
Abitanti censiti